# 쉐보레 블레이저

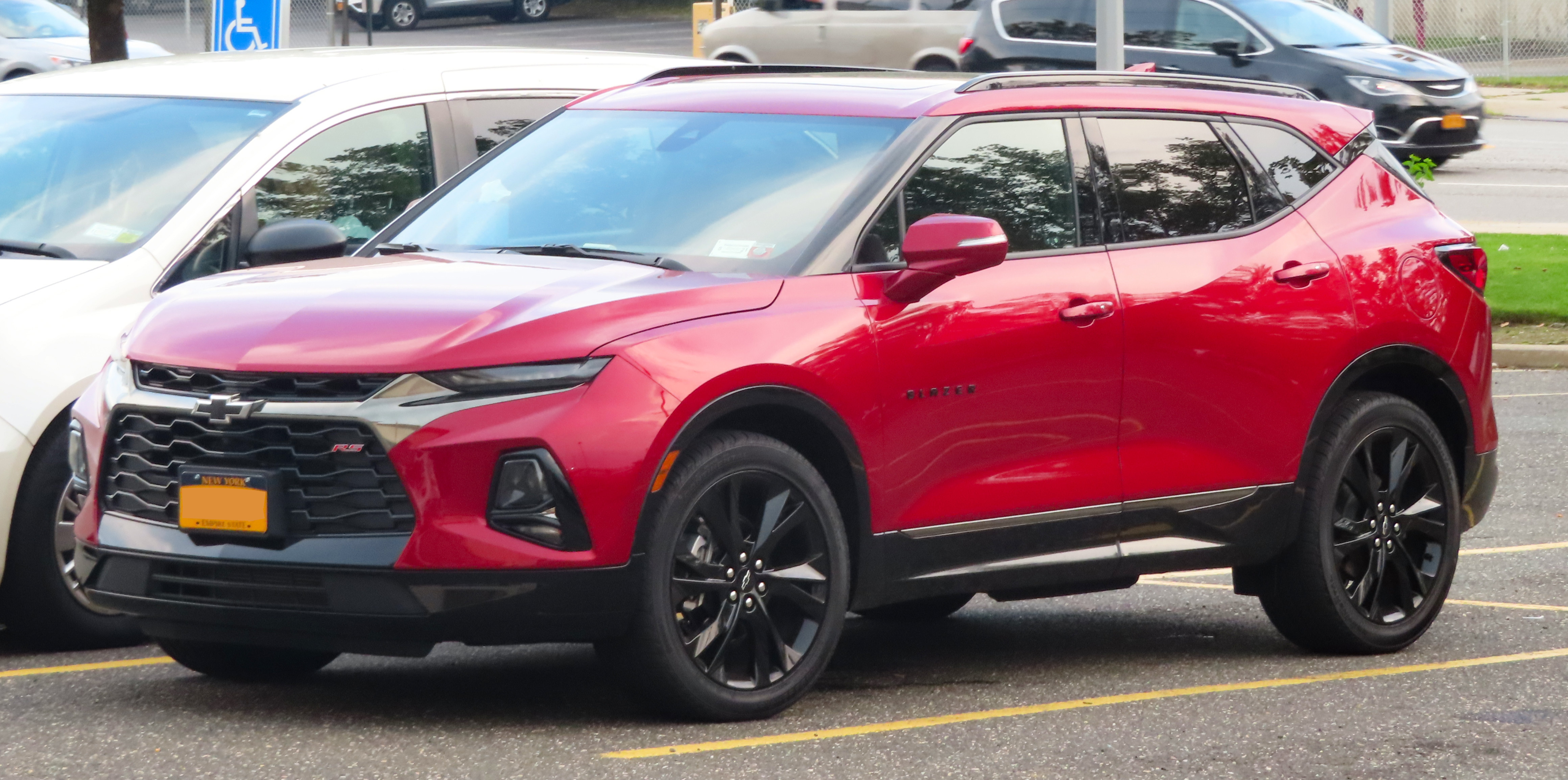
쉐보레 블레이저 정측면

쉐보레 블레이저(Chevrolet Blazer)는 제너럴 모터스 산하의 쉐보레가 생산, 판매하는 중형 SUV이다. 대한민국에서는 판매하지 않는다.

## 개요
2018년 6월 21일 조지아 주 애틀랜타에서 최초로 공개되었으며, 이쿼녹스와 트래버스 사이에 위치하는 차종이다. GMC 브랜드의 GMC 아카디아의 플랫폼이 사용되었으며, 포지션 역시 아카디아와 대응하는 차종이다.

## 경쟁 차종
- 현대자동차 - 싼타페
- 기아 - 쏘렌토
- KG모빌리티 - 토레스
- 르노코리아자동차 - QM6